# كيفن منديز
كيفن منديز (بالإسبانية: Kevin Méndez)‏ (10 يناير 1996 في الأوروغواي - ) هو لاعب كرة قدم أوروغواني في مركز الهجوم. شارك مع منتخب الأوروغواي تحت 17 سنة لكرة القدم ومنتخب الأوروغواي تحت 20 سنة لكرة القدم. أما مع النوادي، فقد لعب مع نادي بيروجيا ونادي روما ونادي لوزان.

## وصلات خارجية
- كيفن منديز على موقع الاتحاد الدولي (مؤرشف)  (الإنجليزية)
- كيفن منديز على موقع قاعدة بيانات كرة القدم.إي يو (الإنجليزية)
- كيفن منديز على موقع Soccerway.com (الإنجليزية)
- كيفن منديز على موقع عالم كرة القدم.نت (الإنجليزية)